# Rougeotia
Rougeotia is een geslacht van vlinders van de familie Uilen (Noctuidae), uit de onderfamilie Hadeninae.

## Soorten
- R. abyssinica (Hampson, 1918)
- R. aethiopica Laporte, 1974
- R. calumniosa (Berio, 1939)
- R. ludovici Laporte, 1974
- R. ludovicoides Laporte, 1977
- R. obscura Laporte, 1974
- R. osellai Berio, 1978
- R. praetexta Townsend, 1956
- R. roseogrisea Laporte, 1974